# Кенні Йонссон
Кенні Йонссон (швед. Kenny Jönsson, нар. 6 жовтня 1974, Енгельгольм) — шведський хокеїст, що грав на позиції захисника. Грав за збірну команду Швеції. Брат Йоргена Йонссона.
Олімпійський чемпіон. Провів понад 700 матчів у Національній хокейній лізі.

## Ігрова кар'єра
Хокейну кар'єру розпочав на батьківщині 1992 року виступами за команду «Регле».
1993 року був обраний на драфті НХЛ під 12-м загальним номером командою «Торонто Мейпл-Ліфс». 
Протягом професійної клубної ігрової кар'єри, що тривала 19 років, захищав кольори команд «Торонто Мейпл-Ліфс», «Нью-Йорк Айлендерс» та «Регле» (ШХЛ).
Загалом провів 705 матчів у НХЛ, включаючи 19 ігор плей-оф Кубка Стенлі.
Виступав за збірну Швеції.

## Тренерська робота
З сезону 2010/11 асистент головного тренера шведського клубу «Регле».

## Нагороди та досягнення
- Входив до команди всіх зірок на молодіжних чемпіонатах світу 1993 та 1994.
- Бронзовий призер чемпіонатів світу 1994 та 2009.
- Срібний призер чемпіонату світу 2004.
- Чемпіон світу 2006.
- Чемпіон Зимових Олімпійських ігор 1994 та 2006.
- Учасник матчу усіх зірок НХЛ — 1999.
- Бронзовий призер Кубка світу 1996.

## Статистика
| Сезон        | Клуб                    | Ліга         | Регулярний сезон | Регулярний сезон | Регулярний сезон | Регулярний сезон | Регулярний сезон | Плей-оф | Плей-оф | Плей-оф | Плей-оф | Плей-оф |
| Сезон        | Клуб                    | Ліга         | І                | Г                | П                | О                | ШХ               | І       | Г       | П       | О       | ШХ      |
| ------------ | ----------------------- | ------------ | ---------------- | ---------------- | ---------------- | ---------------- | ---------------- | ------- | ------- | ------- | ------- | ------- |
| 1992–93      | «Регле»                 | Елітсерія    | 39               | 3                | 10               | 13               | 42               | —       | —       | —       | —       | —       |
| 1993–94      | «Регле»                 | Елітсерія    | 36               | 4                | 13               | 17               | 40               | —       | —       | —       | —       | —       |
| 1994–95      | «Регле»                 | Елітсерія    | 8                | 3                | 1                | 4                | 20               | —       | —       | —       | —       | —       |
| 1994–95      | «Сент-Джонс Мейпл-Ліфс» | АХЛ          | 10               | 2                | 5                | 7                | 2                | —       | —       | —       | —       | —       |
| 1994–95      | «Торонто Мейпл-Ліфс»    | НХЛ          | 39               | 2                | 7                | 9                | 16               | 4       | 0       | 0       | 0       | 0       |
| 1995–96      | «Торонто Мейпл-Ліфс»    | НХЛ          | 50               | 4                | 22               | 26               | 22               | —       | —       | —       | —       | —       |
| 1995–96      | «Нью-Йорк Айлендерс»    | НХЛ          | 16               | 0                | 4                | 4                | 10               | —       | —       | —       | —       | —       |
| 1996–97      | «Нью-Йорк Айлендерс»    | НХЛ          | 81               | 3                | 18               | 21               | 24               | —       | —       | —       | —       | —       |
| 1997–98      | «Нью-Йорк Айлендерс»    | НХЛ          | 81               | 14               | 26               | 40               | 58               | —       | —       | —       | —       | —       |
| 1998–99      | «Нью-Йорк Айлендерс»    | НХЛ          | 63               | 8                | 18               | 26               | 34               | —       | —       | —       | —       | —       |
| 1999–00      | «Нью-Йорк Айлендерс»    | НХЛ          | 65               | 1                | 24               | 25               | 32               | —       | —       | —       | —       | —       |
| 2000–01      | «Нью-Йорк Айлендерс»    | НХЛ          | 65               | 8                | 21               | 29               | 30               | —       | —       | —       | —       | —       |
| 2001–02      | «Нью-Йорк Айлендерс»    | НХЛ          | 76               | 10               | 22               | 32               | 26               | 5       | 1       | 2       | 3       | 4       |
| 2002–03      | «Нью-Йорк Айлендерс»    | НХЛ          | 71               | 8                | 18               | 26               | 24               | 5       | 0       | 1       | 1       | 0       |
| 2003–04      | «Нью-Йорк Айлендерс»    | НХЛ          | 79               | 5                | 24               | 29               | 22               | 5       | 0       | 0       | 0       | 2       |
| 2004–05      | «Регле»                 | Елітсерія    | 11               | 3                | 7                | 10               | 12               | —       | —       | —       | —       | —       |
| 2005–06      | «Регле»                 | Елітсерія    | 29               | 6                | 12               | 18               | 55               | —       | —       | —       | —       | —       |
| 2006–07      | «Регле»                 | Елітсерія    | 14               | 4                | 17               | 21               | 12               | —       | —       | —       | —       | —       |
| 2007–08      | «Регле»                 | Елітсерія    | 34               | 12               | 28               | 40               | 26               | —       | —       | —       | —       | —       |
| 2008–09      | «Регле»                 | Елітсерія    | 47               | 6                | 24               | 30               | 26               | —       | —       | —       | —       | —       |
| Усього в НХЛ | Усього в НХЛ            | Усього в НХЛ | 686              | 63               | 204              | 267              | 298              | 19      | 1       | 3       | 4       | 6       |